# Angkor Tiger FC
Angkor Tiger Football Club – kambodżański klub piłkarski z Siĕm Réab, rozgrywający swoje mecze na Hanuman Stadium. Drużyna gra obecnie w Cambodia League, najwyższej klasie rozgrywkowej w Kambodży.

## Skład
| Nr | Poz. | Piłkarz          |
| -- | ---- | ---------------- |
| 1  | BR   | Mannjing Kheur   |
| 2  | OB   | Sophea Meng      |
| 3  | OB   | Ben Nugent       |
| 4  | OB   | Vakhim Im        |
| 6  | PO   | Dimong Sophal    |
| 9  | NA   | Dauna Sovan      |
| 14 | NA   | Chandavid Pheap  |
| 15 | PO   | Shodai Nishikawa |
| 18 | NA   | Rozak Sath       |
| 20 | PO   | Sosea Ly         |
| 21 | NA   | Pocholo Bugas    |
| 22 | BR   | Bunheng Yi       |

| Nr | Poz. | Piłkarz          |
| -- | ---- | ---------------- |
| 23 | PO   | Nareak Chin      |
| 24 | PO   | Pisey Rong       |
| 26 | OB   | Sattya Moth      |
| 27 | OB   | Chenmakara Nu    |
| 28 | OB   | Vylik Norng      |
| 29 | NA   | Sofan Sokry      |
| 30 | NA   | Savorn Chea      |
| 31 | NA   | Nat Non          |
| 48 | BR   | Somoun Ouk       |
| 77 | OB   | Ty Han           |
| 93 | NA   | Alessandro Riggi |
| 99 | NA   | Delwinder Singh  |